# Síndrome de Klinefelter
La síndrome de Klinefelter és el quadre clínic més freqüent d'hipogonadisme congènit (una de les principals causes d'esterilitat). És causada per una disomia (presència d'un parell de cromosomes) del cromosoma X, que dona lloc a un cariotip (esquema o composició fotogràfica dels cromosomes d'una cèl·lula) 47XXY (en el 80% dels casos). Menys freqüentment, es poden observar cariotips del tipus 46XY/47XXY.

## Definició
Trastorn genètic en els homes produït per la presència d'un o més cromosomes X extra. Els homes que pateixen d'aquest trastorn poden tenir mames més grans que les normals, manca de borrissol a la cara i el cos, tipus corporal arrodonit i testicles petits. Podrien aprendre a parlar molt després que altres nens i poden tenir problemes per a llegir i escriure. La síndrome de Klinefelter augmenta el risc de patir de tumors de cèl·lules germinals extragonadals (que es troben fora de les gònades) i càncer de mama.

## Símptomes
Les manifestacions fenotípiques de la síndrome de Klinefelter clàssica inclouen:
- Hipotròfia testicular bilateral
- Ginecomàstia (pits en els homes)
- Signes de hipoandrogenisme moderat (trets suaument andrògins).
- Estatura alta
- Borrissol púbic, axil·lar i facial menor a la quantitat normal
- Proporcions corporals anormals (cames llargues, tronc curt…)

## Quadre clínic
El quadre clínic és menys evident en els casos en els quals s'observa cariotip del tipus 46XY/47XXY. Abans de la pubertat, l'única dada cridanera són uns testicles anormalment petits (inferiors a 2 ml). El penis és hipoplàsic (desenvolupament incomplet) en la meitat dels individus. El desenvolupament puberal té lloc a una edat normal, però el dèficit de testosterona es manifesta amb un creixement excessiu de les extremitats inferiors. La massa muscular és aproximadament normal, però hi ha disminució de força muscular. Altres caràcters sexuals com el borrissol facial o el desenvolupament de la pròstata poden ser variables. A partir de l'edat adulta, és freqüent la disminució de libido i la disfunció erèctil. La típica presència de testicles petits i de consistència ferma es deu a canvis histològics, és a dir, a les cèl·lules, amb absència d'epiteli germinal (normalment situat a les glàndules renals). S'observa hipertròfia de cèl·lules de Leydig (cèl·lula localitzada en els testicles), ocasionada per la continuada acció estimuladora de la LH.
És freqüent observar un dèficit moderat del desenvolupament intel·lectual i freqüència augmentada de trastorns del caràcter.
Els individus amb síndrome de Klinefelter solen ser gairebé sempre estèrils, encara que ocasionalment, sobretot en els casos de mosaic, es pot observar espermatogènesi residual. També presenten major predisposició a desenvolupar tumors extragonadals d'origen germinal. Així mateix, aquests pacients presenten gran varietat de trastorns, com disfuncions tiroïdals, diabetis mellitus (síndrome de metabolisme alterat), colelitiasi (presència de càlculs a la vesícula biliar), que poden passar a les vies biliars, úlcera pèptica, trastorns autoimmunitaris, ceguesa per als colors, osteoporosi, hèrnia inguinal, prolapse de la vàlvula mitral i varius.

## Diagnòstic i tractament
El quadre clínic i la troballa d'uns testicles petits i de consistència ferma proporcionen habitualment l'orientació diagnòstica. Els símptomes que ocasionen la consulta més sovint són l'esterilitat i la ginecomàstia. Les concentracions hormonals són normals durant la infància, però a partir de la pubertat les gonadotropines s'eleven i la testosterona (especialment la lliure) descendeix, en la major part dels pacients. El seminograma mostra azoospèrmia o oligospèrmia greu (menys d'1 milió d'espermatozoides per ml). El cariotip proporciona el diagnòstic de confirmació.
El tractament androgènic substitutiu és recomanable quan la testosterona és baixa. La ginecomàstia pot requerir correcció mitjançant mamoplàstia reductora.

## Incidència en la població
La síndrome de Klinefelter es troba en aproximadament un de cada 500-1000 homes nounats.Les dones amb embarassos després dels 35 anys tenen una probabilitat lleugerament major de tenir un nen amb aquesta síndrome que les dones més joves.